# Charles-Mathias Simons
Il barone Charles-Mathias Simons (Bitburg, 27 marzo 1802 – Lussemburgo, 5 ottobre 1874) è stato un politico lussemburghese.
È stato Primo Ministro del Lussemburgo dal 23 settembre 1853 al 26 settembre 1860.

## Biografia
Charles-Mathias Simons nacque a Bitburg il 27 marzo 1802 e intraprese successivamente gli studi in legge presso l'Università di Liegi ove si laureò nel 1823, venendo ammesso all'ordine degli avvocati a partire dal 1824.
Nel 1831, interessatosi alla politica, divenne delegato per la circoscrizione elettorale di Diekirch al congresso nazionale tenutosi a Bruxelles in quell'anno e prese parte all'elaborazione ed alla votazione della costituzione belga.
A partire dal 1836 e sino al 1837 è membro del consiglio provinciale del Lussemburgo e dal 1841 divenne membro dell'Assemblea degli Stati. Nel 1843 venne eletto membro del consiglio di governo e membro dell'Assemblea costituente.
Nel 1853 venne eletto primo ministro del Lussemburgo, rimanendo in carica sino al 1860 per poi divenire membro del Consiglio di Stato ove rimase in carica sino al 1874.
Morì a Lussemburgo il 5 ottobre 1874.